# انستیتوی فیزیک فرازمینی ماکس پلانک

انستیتوی فیزیک فرازمینی ماکس پلانک (به آلمانی: Das Max-Planck-Institut für extraterrestrische Physik) یا (MPE) مؤسسه‌ای از بنیاد ماکس پلانک است که در گارشینگ، در نزدیکی مونیخ آلمان واقع شده‌است. در سال ۱۹۹۱، «مؤسسه فیزیک و اخترفیزیک ماکس پلانک» به موسسه‌های انستیتوی فیزیک فرازمینی ماکس پلانک، انستیتوی فیزیک ماکس پلانک و انستیتوی اخترفیزیک ماکس پلانک تقسیم شد. انستیتوی فیزیک فرازمینی ماکس پلانک در سال ۱۹۶۳ به عنوان زیرمجموعهٔ این مؤسسه تأسیس شده‌بود. فعالیت‌های علمی این مؤسسه بیشتر به اخترفیزیک اختصاص داده شده؛ با تلسکوپ‌هایی که در فضا در حال چرخش هستند. مقدار زیادی از توان این مؤسسه برای بررسی سیاه‌چاله‌های این کهکشان و در جهان دوردست اختصاص داده می‌شود.

## پیشینه
انستیتوی فیزیک فرازمینی ماکس پلانک (MPE) پیش از این توسط بخش فیزیک فرازمینی در مؤسسهٔ ماکس پلانک برای فیزیک و اخترفیزیک تشکیل شده بود. این بخش را پروفسور ریمار لوست در ۲۳ اکتبر ۱۹۶۱ تأسیس کرد. یک تصویب‌نامهٔ انجمن ماکس پلانک در ۱۵ مه ۱۹۶۳ این بخش را به یک مؤسسهٔ فرعی از مؤسسهٔ فیزیک و اخترفیزیک ماکس پلانک تبدیل کرد. پروفسور لست به عنوان مدیر منصوب شد و مؤسسه با تصویبنامهٔ دیگری در انجمن در ۸ مارس ۱۹۹۱ سرانجام MPE را به عنوان یک مؤسسه مستقل درون Max-Planck-Gesellschaft تأسیس کرد. (MPE) به کاوش‌های تجربی و نظری در فضای خارج از زمین و همچنین پدیده‌های اخترفیزیکی اختصاص داده شده‌است.